# Omer Lavallée
Pour les articles homonymes, voir Lavallée.
Omer Lavallée, né en 1925 et mort en 1992, est un historien ferroviaire et archiviste en chef du chemin de fer Canadien Pacifique .
Il a écrit de nombreux ouvrages sur l’histoire ferroviaire du Canada. Il est notamment l'auteur d'une brochure bilingue (anglais et français) de 14 pages, publiée vers 1960, dont le titre est Chemin de fer de la bonne sainte Anne, 1889-1959. Il s'agit d'une histoire illustrée des soixante-dix années des services ferroviaires sur la côte de Beaupré.
En 1988 il est nommé à l'ordre du Canada.